# Kostel svatého Bartoloměje (Čadca)
Kostel svatého Bartoloměje je římskokatolický kostel v Čadci. Je zasvěcen svatému Bartoloměji.

## Dějiny
V roce 1647 byl na místě dnešního kostela postaven dřevěný kostelík. Kvůli narůstajícímu počtu obyvatel byl v roce 1734 postaven kostel v dnešní podobě. Hlavní oltář pochází z roku 1762. V roce 1794 přibyla ke kostelu 36 metrů vysoká věž. V 19. století měl kostel pět zvonů. Po první světové válce přibyly další tři. Později byly zvony na elektrický pohon. V roce 1984 se rekonstruovala věž. 14. května 1990 byla ve městě i Matka Tereza.

## Fotogalerie

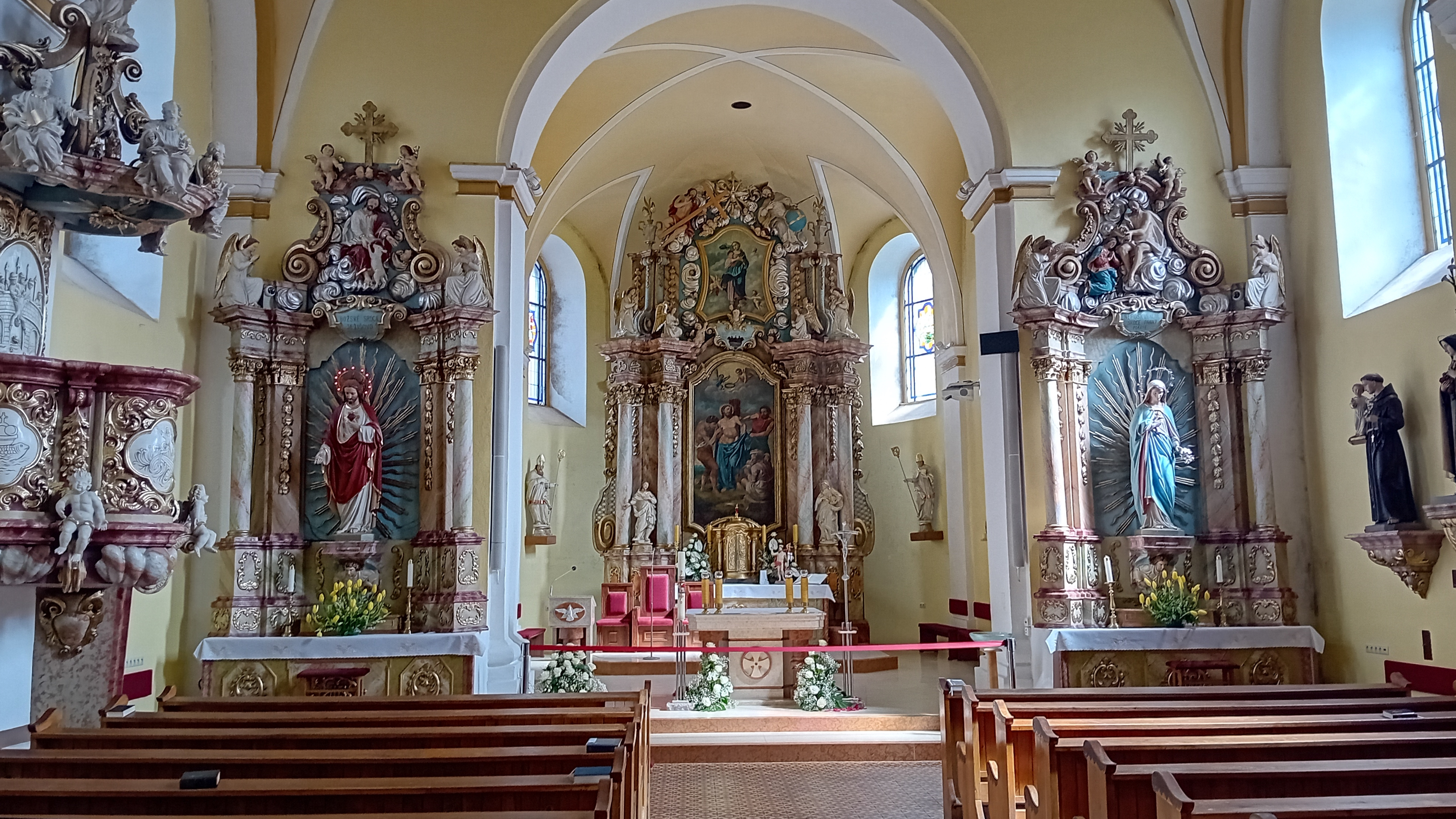
Interiér kostela